# Паладина
Паладѝна (на италиански и на ломбардски: Paladina) е малкло градче и община в Северна Италия, провинция Бергамо, регион Ломбардия. Разположено е на 272 m надморска височина. Населението на общината е 4086 души (към 2018 г.).